# Bardouville
Bardouville är en kommun i departementet Seine-Maritime i regionen Normandie i norra Frankrike. Kommunen ligger i kantonen Duclair som tillhör arrondissementet Rouen. År 2022 hade Bardouville 602 invånare.

## Befolkningsutveckling
Antalet invånare i kommunen Bardouville
| Referens: INSEE |